# 12 Heures de Sebring 1971
Navigation
Édition précédente Édition suivante
Les 12 Heures de Sebring 1971 sont la 20e édition de l'épreuve et la 3e manche du championnat du monde des voitures de sport 1971. Elles ont été remportées le 20 mars 1971 par la Porsche 917K no 3 pilotée par Vic Elford et Gérard Larrousse.

## Circuit

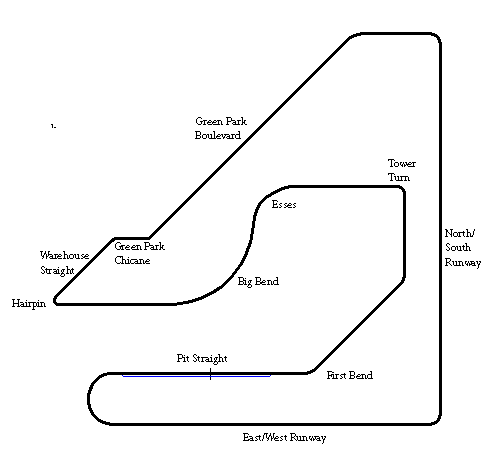
Le Sebring International Raceway, cadre des 12 Heures de Sebring 1971.

Les 12 Heures de Sebring 1971 se déroulent sur le Sebring International Raceway situé en Floride. Il est composé de deux longues lignes droites, séparées par des courbes rapides ainsi que quelques chicanes. Le tracé actuel diffère de celui de l'époque. Ce tracé a un grand passé historique car il est utilisé pour des courses automobiles depuis 1950. Ce circuit est célèbre car il a accueilli la Formule 1.

## Résultats
Voici le classement au terme de la course.
- Les vainqueurs de chaque catégorie sont signalés par un fond jauni.

| 1             | S        | 3  | Martini & Rossi Racing                   | Vic Elford Gérard Larrousse                         | Porsche 917 K      | 260 |
| 2             | P 3.0    | 33 | Autodelta S.p.a.                         | Nanni Galli Rolf Stommelen                          | Alfa Romeo T33/3   | 257 |
| 3             | P 3.0    | 32 | Autodelta S.p.a.                         | Andrea de Adamich Henri Pescarolo                   | Alfa Romeo T33/3   | 248 |
| 4             | S        | 2  | J. W. Automotive Engineering Ltd.        | Pedro Rodríguez Jackie Oliver                       | Porsche 917 K      | 248 |
| 5             | S        | 1  | J. W. Automotive Engineering Ltd.        | Joseph Siffert Derek Bell                           | Porsche 917 K      | 244 |
| 6             | S        | 6  | Penske White Racing                      | Mark Donohue David Hobbs                            | Ferrari 512M       | 243 |
| 7             | GT + 2.5 | 48 | John Greenwood                           | John Greenwood Dick Smothers                        | Chevrolet Corvette | 218 |
| 8             | P 3.0    | 21 | North American Racing Team               | Luigi Chinetti junior George Eaton                  | Ferrari 312P/71    | 213 |
| 9             | GT 2.5   | 31 | Locke Lake Colony & Waterville Estates   | Jim Locke Bert Everett                              | Porsche 911T       | 203 |
| 10            | GT + 2.5 | 57 | Dave Heinz Racing Inc.                   | Dave Heinz Robert Johnson Or Costanzo               | Chevrolet Corvette | 199 |
| 11            | T 2.5    | 39 | K&T Enterprises                          | Ash Tisdelle Peter Kirill                           | Porsche 911S       | 199 |
| 12            | S        | 24 | North American Racing Team               | Harley Cluxton Bob Grossman                         | Ferrari 365 GTB/4  | 195 |
| 13            | T + 2.5  | 47 | Bruce Behrens Racing                     | John Tremblay Bill McDill                           | Chevrolet Camaro   | 193 |
| 14            | GT 2.5   | 59 | Brumos Porsche Audi Corp.                | Peter Gregg Hurley Haywood                          | Porsche 914/6      | 192 |
| 15            | T + 2.5  | 89 | Houghton Smith                           | Bert Gafford Houghton Smith                         | Chevrolet Camaro   | 191 |
| 16            | GT 2.5   | 81 | Ray Walle Ent. Inc.                      | Ray Walle Tom Davey Tom Reddy                       | Porsche 911S       | 187 |
| 17            | GT 2.5   | 5  | Jacques Duval                            | Jacques Duval George Nicholas Bob Bailey            | Porsche 914/6      | 187 |
| 18            | T + 2.5  | 19 | Tom Ciccone                              | Tom Ciccone Len Greenhalgh Dick Roberts             | Chevrolet Camaro   | 183 |
| 19            | T + 2.5  | 19 | Boykin Auto Repair                       | C. C. Canada Bob Christiansen                       | Chevrolet Camaro   | 183 |
| 20            | GT 2.5   | 40 | Bozzani Porsche Inc.                     | John Hotchkis Robert Kirby                          | Porsche 911S       | 180 |
| 21            | GT 2.5   | 60 | Wheel Sport Ent.                         | Michael Walker Daryl Springer                       | Porsche 911S       | 176 |
| 22            | T + 2.5  | 52 | Bob Mitchell                             | Bob Mitchell Charlie Kemp                           | Chevrolet Camaro   | 158 |
| 23            | T 2.5    | 84 | Del Taylor                               | Ron Goldleaf Del Russo Taylor Bob Wheat             | Alfa Romeo GTV     | 148 |
| 24            | T + 2.5  | 63 | Preston Hood Chevrolet                   | John Elliott Don Gwynne                             | Chevrolet Camaro   | 142 |
| Non classés   |          |    |                                          |                                                     |                    |     |
| 25            | S        | 74 | Dr. Mervin Rosen                         | Merv Rosen Dick Jacobs                              | Porsche 906        | 172 |
| 26            | GT + 2.5 | 11 | Troy Promotions Inc.                     | Donald Yenko Tony DeLorenzo Jerry Thompson          | Chevrolet Corvette | 150 |
| 27            | P 2.0    | 17 | Ring-Free Oil Racing Team                | Tom Fraser Charles Reynolds Jean Sage Clive Baker   | Chevron B16        | 141 |
| 28            | T + 2.5  | 42 | Garcia Racing                            | Luis Sereix Javier Garcia Ralph Noseda              | Chevrolet Camaro   | 133 |
| 29            | GT 2.5   | 29 | Ralph Meaney Inc.                        | Stephen Behr Charles Conrad John Buffum             | Porsche 914/6      | 112 |
| 30            | T + 2.5  | 66 | Performance Automobile                   | Richard Small Robert Fordyce                        | Chevrolet Camaro   | 111 |
| Abandons      |          |    |                                          |                                                     |                    |     |
| 31            | S        | 74 | Ralph Meaney Inc.                        | Ralph Meaney Gary Wright Forry Laucks               | Porsche 914/6      | 187 |
| 32            | S        | 22 | North American Racing Team               | Peter Revson Swede Savage                           | Ferrari 512M       | 169 |
| 33            | S        | 58 | Nationwide Food Brokers Racing Team      | Mike Rahal Werner Frank Hugh Wise                   | Porsche 906        | 167 |
| 34            | P 2.0    | 61 | Promotional Advertising Corp.            | Hugh Kleinpeter Tony Belcher                        | Lola T210          | 161 |
| 35            | T + 2.5  | 88 | S-Car-Go-Racing                          | John Oliver John Maynard Peter Flanagan             | Chevrolet Camaro   | 131 |
| 36            | P 3.0    | 25 | Ferrari Automobili                       | Mario Andretti Jacky Ickx                           | Ferrari 312PB      | 117 |
| 37            | S        | 23 | North American Racing Team               | Ronnie Bucknum Sam Posey                            | Ferrari 512 S      | 114 |
| 38            | P 2.0    | 16 | Ring-Free Oil Racing Team                | Bobby Rinzler Clive Baker                           | Chevron B16        | 113 |
| 39            | GT + 2.5 | 86 | Cliff Gottlob                            | Cliff Gottlob Ed Lowther                            | Chevrolet Corvette | 108 |
| 40            | T + 2.5  | 43 | Garcia Racing                            | Manuel Garcia Santiago Gonzalez Norberto Mastandrea | Chevrolet Chevy II | 103 |
| 41            | T + 2.5  | 44 | Reventlow-Pettey Automobiles             | Paul Pettey Tom Dutton                              | Ford Mustang       | 95  |
| 42            | T + 2.5  | 38 | John Belperche                           | Manuel Quintana John Belperche Reinaldo Almeida     | Shelby GT500       | 76  |
| 43            | T + 2.5  | 35 | Collins-Wilson Racing Ent.               | Larry Wilson Vincent Collins                        | Chevrolet Camaro   | 64  |
| 44            | P 2.0    | 54 | Automobiles of Italy Inc.                | Anatoly Arutunoff Bill Pryor Brian Goellnicht       | Abarth 2000SP      | 61  |
| 45            | T + 2.5  | 71 | Takondo Racing                           | Vince Gimondo Chuck Dietrich                        | Chevrolet Camaro   | 61  |
| 46            | P 2.0    | 56 | Joseph Greger                            | Joseph Greger Hans-Dieter Weigel                    | Porsche 907        | 53  |
| 47            | GT + 2.5 | 50 | John Greenwood                           | Allan Barker Gene Harrington                        | Chevrolet Corvette | 50  |
| 48            | GT + 2.5 | 12 | Troy Promotions Inc.                     | Jerry Thompson John Mahler                          | Chevrolet Corvette | 42  |
| 49            | T + 2.5  | 46 | Sebring Racing Inc.                      | Bob Gray Terry Keller Len Magner                    | Ford Mustang       | 39  |
| 50            | GT 2.5   | 52 | Waldron Motors Racing Team               | Ben Scott Lowell Lanier Dave Houser                 | MGB                | 35  |
| 51            | S        | 20 | Young American Racing Team               | Masten Gregory Gregg Young                          | Ferrari 512M       | 29  |
| 52            | P 3.0    | 34 | Autodelta S.p.a.                         | Nino Vaccarella Toine Hezemans                      | Alfa Romeo T33/3   | 27  |
| 53            | GT 2.5   | 51 | Waldron Motors Racing Team               | Jim Gammon Dean Donley                              | MGB                | 25  |
| 54            | GT 2.5   | 15 | Toad Hall Racing                         | Michael Keyser Bruce Jennings                       | Porsche 911S       | 23  |
| 55            | S        | 26 | North American Racing Team               | Chuck Parsons David Weir                            | Ferrari 512S       | 20  |
| 56            | T + 2.5  | 92 | B. F. Goodrich Tire Co.                  | John Cordts Don Pike                                | Chevrolet Camaro   | 6   |
| 57            | P 2.0    | 18 | Ring-Free Oil Racing Team                | Janet Guthrie Rosemary Smith                        | Chevron B16        | 1   |
| Non partants  |          |    |                                          |                                                     |                    |     |
| 58            | GT + 2.5 | 64 | Bob Baechle                              | Bob Baechle Robert Luebbe                           | Chevrolet Corvette |     |
| 59            | S        | T  | J. W. Automotive Engineering Ltd.        | Joseph Siffert                                      | Porsche 917 K      |     |
| Non qualifiés |          |    |                                          |                                                     |                    |     |
| 60            | GT + 2.5 | 7  | Blessing Racing Inc.                     | Mike Rand Randy Blessing                            | Shelby Cobra       |     |
| 61            | GT + 2.5 | 9  | Simone Fleming                           | Paul Fleming Amos Johnson Bill Barnes               | Chevrolet Corvette |     |
| 62            | T 2.5    | 53 | Marion Dickson                           | Warren Drescher Robert Luchette                     | Ford Cortina Lotus |     |
| 63            | T 2.5    | 55 | Clearwater Datsun                        | Bobby Clark Ray Kessler Don Kearney                 | Datsun 510         |     |
| 64            | T 2.5    | 69 | Triton Racing                            | John Howard Raymond Gage                            | Ford Escort        |     |
| 65            | T 2.5    | 78 | George Sanderson                         | Ron Polimeni Robert Theall                          | Volvo 122S         |     |
| 66            | T 2.5    | 80 | Jack Baldwin                             | Jack Baldwin Jerry Jacob                            | Datsun 510         |     |
| 67            | T 2.5    | 83 | German Motors Inc. & Chem Air Spray Inc. | Juan Montalvo Tony Garcia Alfonso Gomez-Mena        | BMW 2002           |     |